# John A. Hull

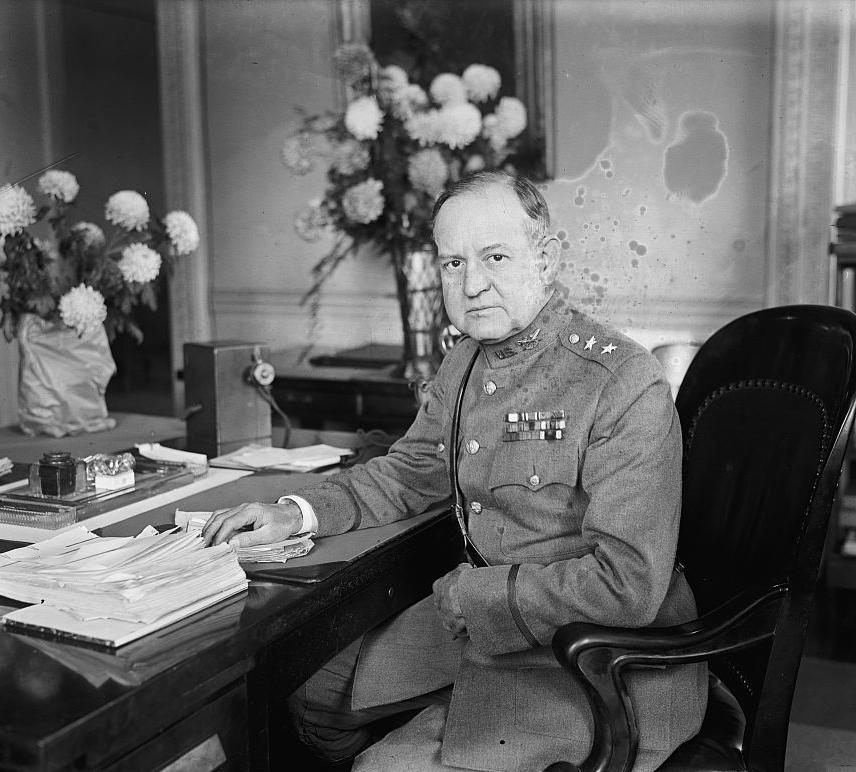
John A. Hull

John Adley Hull (* 7. August 1874 in Bloomfield, Davis County, Iowa; † 17. April 1944 in Washington, D.C.) war ein US-amerikanischer Militärrichter.
Hull wurde 1874 in Bloomfield, Iowa, als Sohn des späteren Kongressabgeordneten John Albert Tiffin Hull und dessen Frau Emma Gregory Hull geboren. Er studierte Recht an der University of Iowa.
Als der Spanisch-Amerikanische Krieg ausbrach, trat Hull der Nationalgarde von Iowa bei. Als Judge Advocate, zuletzt im Rang eines Oberstleutnants, war er für die Militärgerichtsbarkeit der amerikanischen Freiwilligen zuständig. 1900 wurde er im Rang eines Majors in das Judge Advocate General’s Corps der regulären Streitkräfte übernommen.
Von 1913 bis 1921 diente er als juristischer Berater für Francis Burton Harrison, den Generalgouverneur der Philippinen. 1924 ernannte Calvin Coolidge ihn zum Judge Advocate General der Armee im Rang eines Generalmajors. Diesen Posten bekleidete er bis zu seiner Pensionierung 1928. 1927 war vermutet worden, dass er als Nachfolger von Leonard Wood Generalgouverneur der Philippinen werden würde, aber Coolidge ernannte an seiner Stelle den früheren Kriegsminister und späteren Außenminister Henry L. Stimson.
Von Februar 1930 bis Mai 1932 war Hull juristischer Berater von Stimsons Nachfolger Dwight F. Davis. Präsident Herbert C. Hoover ernannte Hull zum beigeordneten Richter am Obersten Gericht der Philippinen. Nachdem die Philippinen 1935 als Commonwealth der Philippinen autonom geworden waren, trat Hull am 1. Februar 1936 zurück, da der philippinische Präsident Manuel Quezon entschieden hatte, dass alle Richter Philippiner sein müssten.
John A. Hull heiratet 1919 Norma Bowler King, von der er 1934 geschieden wurde.